# Deroplatys lobata
Deroplatys lobata är en bönsyrseart som beskrevs av Guérin-Méneville 1838. Deroplatys lobata ingår i släktet Deroplatys och familjen Mantidae. Inga underarter finns listade i Catalogue of Life.

## Bildgalleri

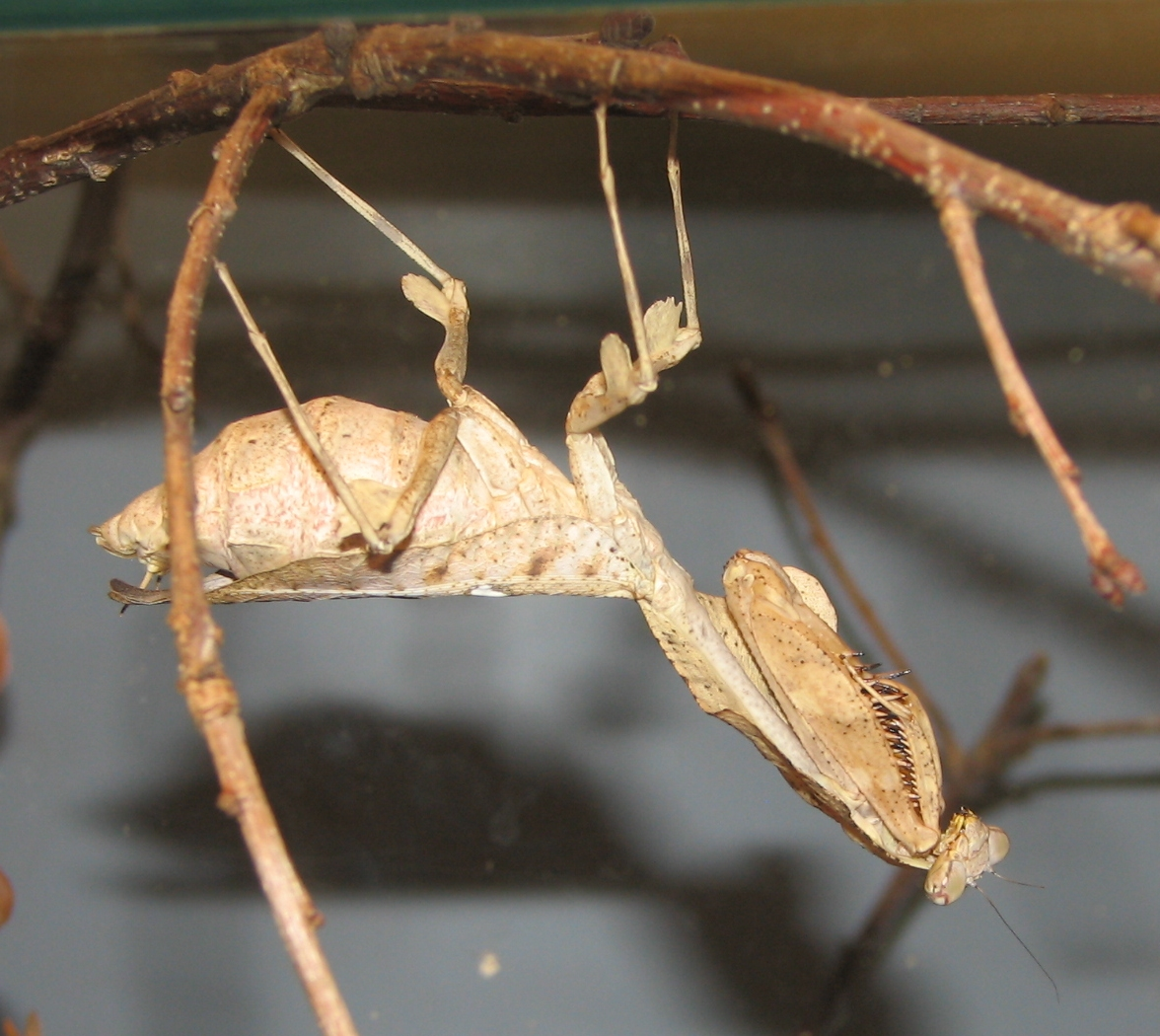
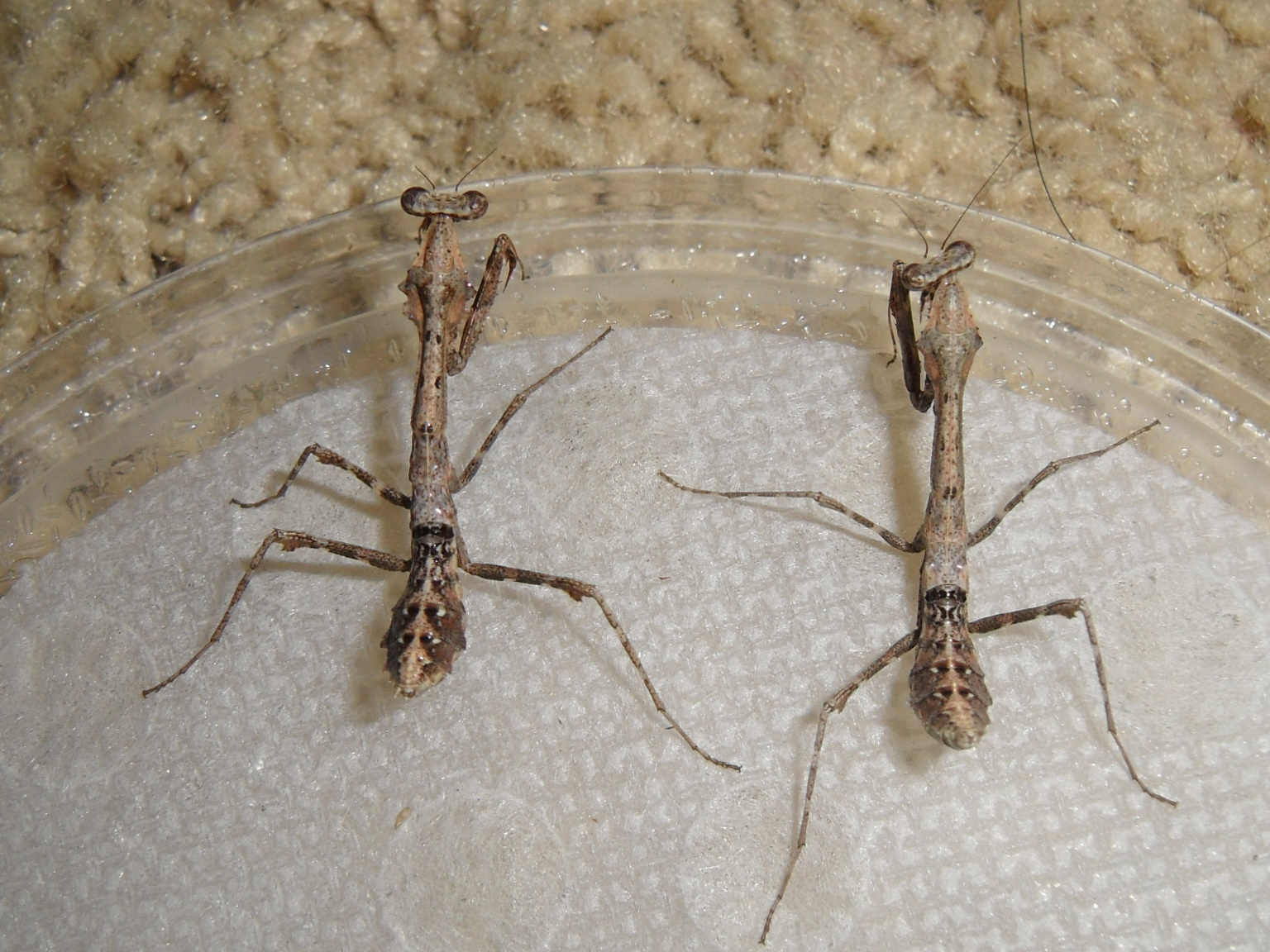
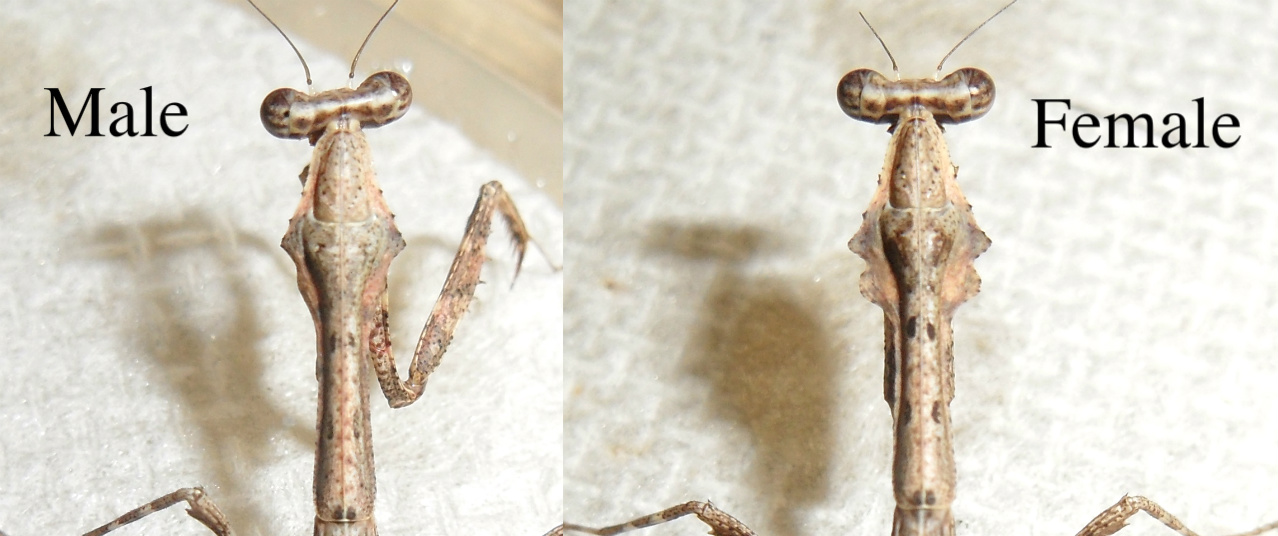
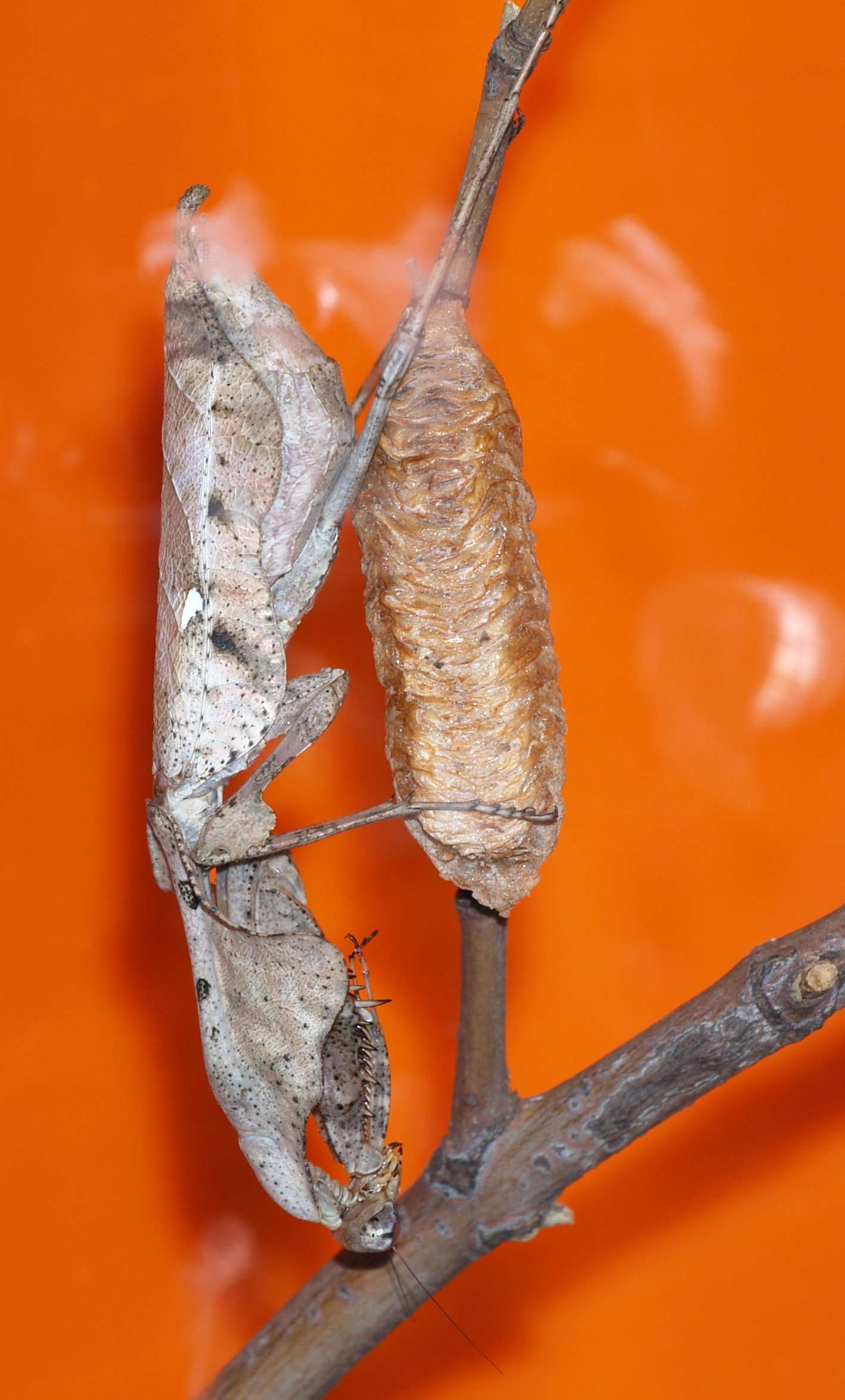
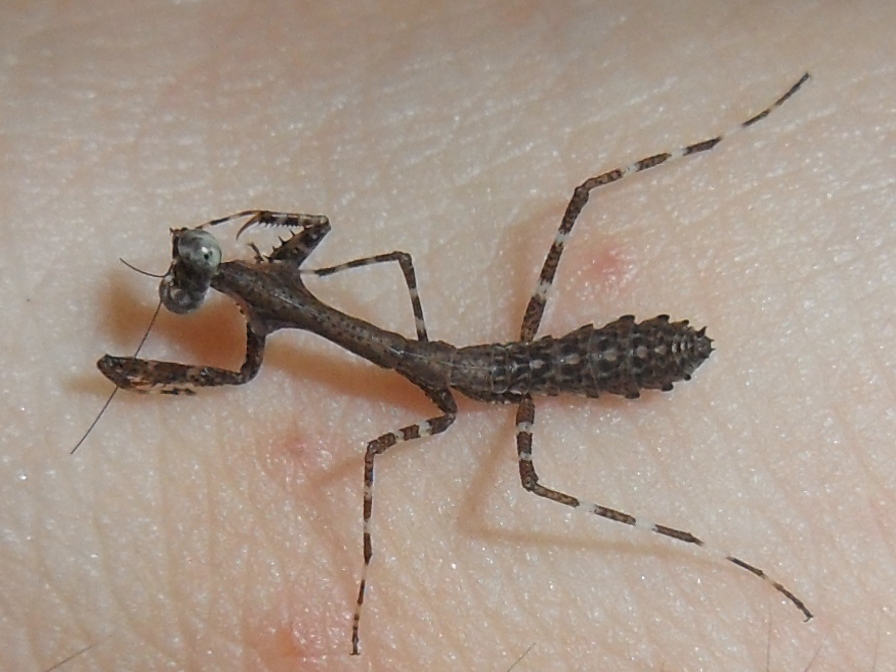
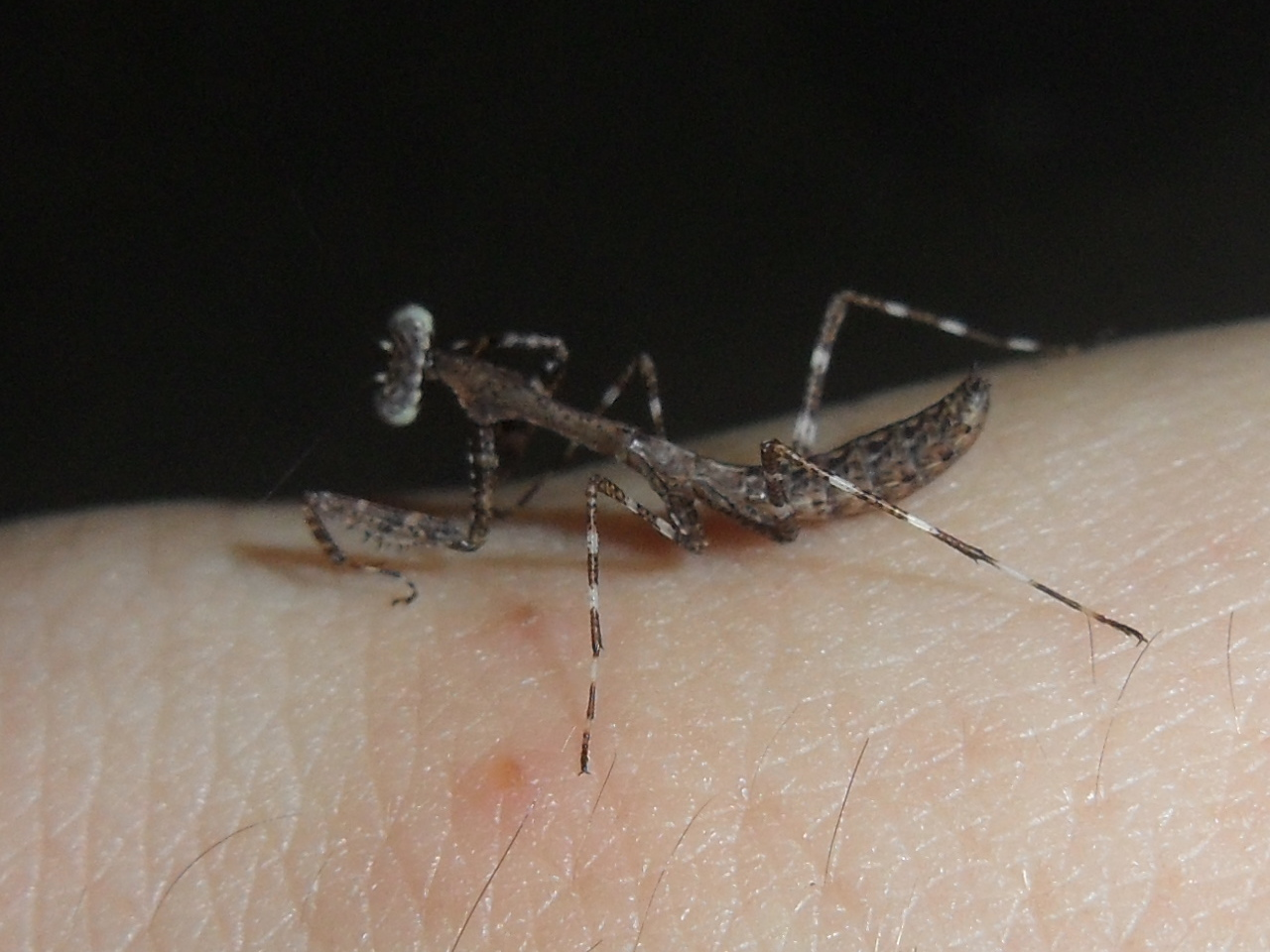